# حمورة
حمورة قرية سوريّة تتبع إداريّاً لمحافظة ريف دمشق منطقة مركز ريف دمشق ناحية كفر بطنا، بلغ تعداد سكانها 13,760 نسمة حسب التعداد السكاني لعام 2004.